# Amtsgericht Strasburg in Westpreußen
Das Amtsgericht Strasburg in Westpreußen war ein preußisches Amtsgericht mit Sitz in Strasburg in Westpreußen.

## Geschichte
In Strasburg bestand von 1849 bis 1879 das Kreisgericht Strasburg. Das königlich preußische Amtsgericht Strasburg in Westpreußen wurde mit Wirkung zum 1. Oktober 1879 als eines von neun Amtsgerichten im Bezirk des Landgerichtes Thorn im Bezirk des Oberlandesgerichtes Marienwerder gebildet. Der Sitz des Gerichtes war Strasburg in Westpreußen. Sein Gerichtsbezirk umfasste den Kreis Strasburg ohne die Teile, die den Amtsgerichten Briesen, Gollub und Lautenburg zugeordnet waren. Am Gericht bestanden 1880 fünf Richterstellen. Das Amtsgericht war damit ein großes Amtsgericht im Landgerichtsbezirk. Gerichtstage wurden in Gorzno gehalten. Am Gericht bestand eine Strafkammer. Der Amtsgerichtsbezirk kam aufgrund des Versailler Vertrages 1919 zu Polen, und das Amtsgericht stellte seine Arbeit ein. In Polen entstand das Sąd Powiatowy w Brodnicy. Im Jahre 1939 wurde Polen deutsch besetzt. Im Rahmen der Neuorganisation der Gerichte in Ostdeutschland und im ehemaligen Polen wurden das Amtsgericht Strasburg in Westpreußen neu gebildet, nun aber dem Landgericht Graudenz zugeordnet.
Im Jahre 1945 wurde der Amtsgerichtsbezirk unter polnische Verwaltung gestellt, und die deutschen Einwohner wurden vertrieben. Damit endete auch die Geschichte des Amtsgerichtes Strasburg in Westpreußen. Unter polnischer Verwaltung entstand das Sąd Rejonowy w Brodnicy (1950–1975: Sąd Powiatowy w Brodnicy).